# Michie
Michie is een plaats (town) in de Amerikaanse staat Tennessee, en valt bestuurlijk gezien onder McNairy County.

## Demografie
Bij de volkstelling in 2000 werd het aantal inwoners vastgesteld op 647.
In 2006 is het aantal inwoners door het United States Census Bureau geschat op 674, een stijging van 27 (4,2%).

## Geografie
Volgens het United States Census Bureau beslaat de plaats een oppervlakte van
14,4 km², geheel bestaande uit land. Michie ligt op ongeveer 149 m boven zeeniveau.

## Plaatsen in de nabije omgeving
De onderstaande figuur toont nabijgelegen plaatsen in een straal van 16 km rond Michie.